# マンマミーア!
「マンマミーア！」は、KARAの11枚目のシングル。2014年8月27日に、ユニバーサルミュージックから発売した。

## 概要
前作「フレンチキス」で5人体制での活動が完結したKARA。
2014年7月に放送された韓国のテレビ番組『KARA プロジェクト-KARA the beginning-』にて選出されたヨンジを新規メンバーとして迎えた、4人組の新生KARAとしての初シングル。
曲中の振付は、ヒップホップ系の腕の振りをメインにした振付「ワッキングダンス」が取り入れられている。「ジャンピン」と「Jumping」と同様に日本語版、韓国語版では振付が変更された箇所が少しある。

## 収録曲

### 初回盤A
CD
1. マンマミーア！
作詞：doublekick、日本語訳：下地悠、作曲：doublekick、HOMEBOY、Tenzo & Tasco、編曲：doublekick
2. ソー・グッド
作詞：doublekick、David Kim、Litz、作曲：doublekick、Tenzo & Tasco、編曲：Tenzo & Tasco
3. マンマミーア！（Instrumental）
4. ソー・グッド（Instrumental）

DVD
1. マンマミーア！（Music Video Clip）
2. マンマミーア！（Close-up Ver.）
3. マンマミーア！（Music Video Clip オフショット）

### 初回盤C・通常盤
CD
1. マンマミーア！
2. ソー・グッド
3. マンマミーア！（Instrumental）
4. ソー・グッド（Instrumental）
5. Don't Hurry（ボーナストラック）
作詞：Nam Ki-San、作曲：Nam Ki-Sang、Kwon Sun Ik、編曲：Kwon Sun Ik、Jung Kyu Sung

### 備考
1975年の ABBA のヒット曲『Mamma Mia』とは無関係である。